# Rosa María Castillejo
Rosa María Castillejo Santofimia (Madrid, 28 gennaio 1969) è un'ex schermitrice spagnola, specializzata nella spada. Ha vinto una medaglia d'oro ai Campionati mondiali di scherma.